# Слайсіно
Слайсіно (пол. Słajsino, нім. Schloissin) — село в Польщі, у гміні Новоґард Голеньовського повіту Західнопоморського воєводства.
Населення — 164 особи (2011).
У 1975-1998 роках село належало до Щецинського воєводства.

## Демографія
Демографічна структура станом на 31 березня 2011 року:
|          | Загалом | Допрацездатний вік | Працездатний вік | Постпрацездатний вік |
| -------- | ------- | ------------------ | ---------------- | -------------------- |
| Чоловіки | 85      | 18                 | 62               | 5                    |
| Жінки    | 79      | 17                 | 43               | 19                   |
| Разом    | 164     | 35                 | 105              | 24                   |